# Jordan Rhodes
Jordan Luke Rhodes, född 5 februari 1990 i Oldham i England, är en engelsk/skotsk professionell fotbollsspelare som spelar för Huddersfield Town.

## Klubbkarriär
Jordan Rhodes har spelat engelsk ligafotboll sedan 2007. Rhodes har spelat för Ipswich Town, där han varit utlånad till Oxford United, Rochdale och Brentford. Han tillhörde från 2009 Huddersfield Town, där han säsongen 2011/2012 var den främste målskytten i det engelska ligasystemet med 36 mål, vilket också var klubbrekord för Huddersfield för flest mål på en säsong. Inför säsongen 2012 blev han såld till Blackburn Rovers för 8 000 000 £, en prislapp som tangerade Blackburns högsta övergångssumma.
Den 1 februari 2017 lånades Rhodes ut till Sheffield Wednesday över resten av säsongen 2016/2017. Därefter övergick lånet till en permanent övergång. Den 10 juli 2018 lånades Rhodes ut till Norwich City på ett låneavtal över säsongen 2018/2019.
Den 21 maj 2021 blev Rhodes klar för en återkomst i Huddersfield Town, där han skrev på ett treårskontrakt.

## Landslagskarriär
Rhodes spelar i Skottlands landslag där han har deltagit i 14 matcher och gjort 3 mål.